# Mycterodus mutuus
Mycterodus mutuus är en insektsart som beskrevs av Logvinenko 1968. Mycterodus mutuus ingår i släktet Mycterodus och familjen sköldstritar. Inga underarter finns listade i Catalogue of Life.